# Aritacu Ogi
Aritacu Ogi (japonsko 小城 得達), japonski nogometaš in trener, * 20. december 1942.
Za japonsko reprezentanco je odigral 62 uradnih tekem.